# Santo Santonocito
Santo Santonocito (Catania, 1887 – Catania, 24 aprile 1976) è stato un compositore e direttore d'orchestra italiano.

## Biografia
Studiò al Conservatorio di Palermo, dove conseguì il diploma di professore di Violino a quindici anni. Si recò poi a Napoli, dove studiò composizione con il maestro Antonio Savasta. Ottenne il diploma di maestro compositore a diciannove anni. Fu operista e direttore di talento.
È ricordato per La lupa  su libretto tratto dalla tragedia omonima di Giovanni Verga, altre opere furono La coccarda (presentata a Venezia nel 1908 al Teatro Malibran e successivamente a Catania al teatro Massimo Bellini, diretta dallo stesso autore nel 1910) e Agatae passio.
Fu primo direttore dell'Istituto Musicale Vincenzo Bellini di Catania, e si distinse soprattutto nell'insegnamento del canto, anche perché era tenore ed era stato nel 1922 al teatro Massimo Bellini interprete di Rodolfo de La bohème e di Flammen nella Marken di Enrico Cavacchioli – musica di Gianni Bucceri – con successo.

## Opere
Parziale
- La lupa: (dalla tragedia omonima di Giovanni Verga), 3 atti di Vincenzo De Simone; per la musica di Santo Santonocito. Catania, Off. grafica moderna Impegnoso e Pulvirenti, 1948.
- Il mio April: per canto e pianoforte. Versi di Ida Magnolfi. Firenze, A. Forlivesi e C., 1936, Stamp. G. E P. Mignani.
- Come la luna: canzone per soprano o tenore, versi di Tommaso Marvasi; musica di S. Santonocito. Firenze. A. Forlivesi, dopo il 1882.[autore omonimo?]
- La Coccarda: Venezia Teatro Malibran 22 luglio 1908 con Orazio Cosentino (tenore), Antonietta Boccarusso (soprano), Salvatore Vinci (baritono), Santo Santonocito (Direttore) [2]